# Кастель-Сан-П'єтро-Романо
Кастель-Сан-П'єтро-Романо (італ. Castel San Pietro Romano) — муніципалітет в Італії, у регіоні Лаціо,  метрополійне місто Рим-Столиця.
Кастель-Сан-П'єтро-Романо розташований на відстані близько 35 км на схід від Рима.
Населення — 897 осіб (2014).

## Демографія
Населення за роками:

Станом на 1 січня 2023 року в муніципалітеті офіційно проживало 57 іноземців з 15 країн, серед них 31 громадянин країн Євросоюзу та 1 громадянин України.

## Сусідні муніципалітети
- Капраніка-Пренестіна
- Каве
- Палестрина
- Полі
- Рокка-ді-Каве
- Рим